# گلوبال ایر (مکزیک)
گلوبال ایر (به انگلیسی: Global Air) یک شرکت هواپیمایی است که در ۱۹۹۰ میلادی تأسیس شده‌است. دفتر مرکزی گلوبال ایر در مکزیکو سیتی، مکزیک واقع شده‌است.